# Kathy Tyers
Œuvres principales
- Trêve à Bakura
- Point d'équilibre

Kathy Tyers, née le 21 juillet 1952 à Long Beach en Californie, est une romancière américaine spécialisée en science-fiction.

## Œuvres

### SérieFirebird
1. (en) Firebird, 1987
2. (en) Fusion Fire, 1988
3. (en) Crown of Fire, 2000
4. (en) Wind and Shadow, 2011
5. (en) Daystar, 2012

### Romans indépendants
- (en) Crystal Witness, 1989
- (en) Shivering World, 1991
- (en) One Mind's Eye, 1996

### UniversStar Wars

#### SérieLe Nouvel Ordre Jedi
1. Point d'équilibre, Presses de la Cité, 2001 ((en) Balance Point, 2000)Réédition, Fleuve noir, coll. « Star Wars » no 47, 2002 (ISBN 2-265-06924-8)

#### Roman indépendant
- Trêve à Bakura, Presses de la Cité, 1995 ((en) The Truce at Bakura, 1993)Réédition, Fleuve noir, coll. « Star Wars » no 15, 1999 (ISBN 2-265-06803-9)